# 竇瑾
竇 瑾（とう きん、生年不詳 - 454年）は、北魏の軍人・官僚。字は道瑜。本貫は頓丘郡衛国県。

## 経歴
後漢の司空の竇融の後裔を自称した。若くして文学で名を知られ、中書博士から中書侍郎となった。繁陽子の爵位を受け、寧遠将軍の号を加えられた。たびたび軍功を挙げて、秘書監に転じ、衛国侯の爵位に進んだ。冠軍将軍の号を加えられ、西部尚書に任じられた。北魏が夏の赫連定を破って関中を平定すると、竇瑾は使持節・散騎常侍・都督秦雍二州諸軍事・寧西将軍・長安鎮将に任じられ、毗陵公に封じられた。長安に駐屯すること8年、関中の治安の安定につとめた。
平城に召還されて、殿中都官尚書となり、そのまま散騎常侍の位を受けた。446年（太平真君7年）、蓋呉の乱に対する討伐に参加して、先駆けて巴西郡の氐・羌の首領たちの説得工作にあたり、数千家を帰順させ、従わない者を処断した。また少数民族の首長の仇天爾ら3000家を五将山で降伏させた。蓋呉の乱が平定されると、竇瑾は再び長安に駐屯した。後に平城に召還されて、再び殿中都官となり、典左右執法をつとめた。
451年（太平真君12年）、皇太子拓跋晃が死去すると、竇瑾は司徒を兼ね、景穆の諡号を奉った。鎮南将軍・冀州刺史として出向し、清廉で質実倹約な統治で知られた。後に平城に召還されて、内都大官となった。454年（興光元年）、竇瑾の娘婿の鬱林公司馬弥陀に臨涇公主を妻として迎える話が持ち上がると、竇瑾は弥陀に断るよう教唆したが、このときに誹謗呪詛の言があったとして、弥陀とともに処刑された。

## 子女
- 竇秉（中書学生、父とともに処刑された）
- 竇持（中書学生、父とともに処刑された）
- 竇依（中書学生、父とともに処刑された）
- 竇遵（末子、父や兄たちが難に遭うと逃亡して免れた。楷書や篆書を得意として、平城の諸碑や台殿楼観宮門の題署の多くは竇遵の書いたものであった。尚書郎・濮陽郡太守をつとめて、受託収賄のことが多かった）
- 女（司馬弥陀の妻）

## 伝記資料
- 『魏書』巻46 列伝第34
- 『北史』巻27 列伝第15